# كأس النرويج 1996
كأس النرويج 1996 (بالنرويجية: Norgesmesterskapet i fotball for menn 1996)‏ هو الموسم 91 من كأس النرويج. أقيم خلال الفترة 21 مايو 1996 وحتى 27 أكتوبر 1996، وأشرف على تنظيمه اتحاد النرويج لكرة القدم، وكان عدد الأندية المشاركة فيه 32، وفاز فيه ترومسو إيدريتسلاغ.